# USS Arleigh Burke (DDG-51)
O USS Arleigh Burke é um contratorpedeiro da classe Arleigh Burke pertencente a Marinha de Guerra dos Estados Unidos. É o primeiro de sua classe. Construído pelo estaleiro Bath Iron Works em Bath, Maine em 6 de dezembro de 1988 e foi lançado ao mar em 16 de setembro de 1989 pela Sra. Arleigh Burke, esposa do almirante que deu nome ao navio. O próprio Almirante estava lá na cerimônica de comissionamento em 4 de julho de 1991, feita no porto de Norfolk, Virgínia.
Ao longo da carreira, o USS Arleigh Burke participou de várias missões humanitárias e militares. Entre elas, a Operação Liberdade Duradoura, a invasão do Iraque em 2003 e a Operação Determinação Inerente.